# Micromia novella
Micromia novella là một loài bướm đêm trong họ Geometridae.